# Pseudastur
Pseudastur – rodzaj ptaków z podrodziny jastrzębi (Accipitrinae) w obrębie rodziny jastrzębiowatych (Accipitridae).

## Rozmieszczenie geograficzne
Rodzaj obejmuje gatunki występujące w Ameryce.

## Morfologia
Długość ciała 45–51 cm, rozpiętość skrzydeł 98–129 cm; masa ciała samic 660–855 g, samców 592–670 g.

## Systematyka
Rodzaj zdefiniował w 1849 roku angielski ornitolog George Robert Gray w publikacji własnego autorstwa poświęconej opisowi rodzajów ptaków. Gatunkiem typowym jest (oznaczenie monotypowe) białostrząb duży (P. albicollis).

### Etymologia
Pseudastur: gr. ψευδος pseudos „fałszywy”; rodzaj Astur Lacépède, 1801.

### Podział systematyczny
Taksony wyodrębnione z Leucopternis. Do rodzaju należą następujące gatunki:
- Pseudastur occidentalis (Salvin, 1876) – białostrząb szarogłowy
- Pseudastur albicollis (Latham, 1790) – białostrząb duży
- Pseudastur polionotus (Kaup, 1847) – białostrząb płaszczowy